# Del natural
Del natural es un libro de poesía escrito por W. G. Sebald al que subtituló como poema rudimentario, publicado originalmente en 1988. No llegó a verlo editado ya que antes se produjo el fatal accidente que le arrebató la vida. Estructurado en forma de tríptico, tanto “interna como externamente” como el mismo Sebald diría, presenta la vida de tres hombres que se enfrentaron al conflicto entre el Hombre y la Naturaleza al tener que pasar por situaciones verdaderamente inhumanas y situarse al borde de la supervivencia.
- Datos: Q5665754